# Pierre Flatrès
Pierre Flatrès, né le 13 mars 1921 à Saint-Jean-Trolimon (Finistère) et mort le 18 novembre 1998 à Paris, fait partie d'une école de géographie bretonne qui a permis de mieux comprendre la géographie de la Bretagne et des autres pays celtiques. Géographe ruraliste originaire du pays Bigouden, il consacre sa thèse en 1955 à quatre contrées celtiques (Irlande, Galles, Cornwall et Man) avant de centrer ses travaux sur la compréhension de l'espace breton. Il reçoit en 1992 le grand prix de la Société de géographie.

## Sélection de publications
- « Le pays nord-bigouden », Annales de Bretagne, no 51, 1944, p. 158-205.
- Géographie rurale de quatre contrées celtiques : Irlande, Galles, Cornwall, Man, Thèse, 1955, 258 p.
- « Les divisions territoriales de Basse-Bretagne comparées à celles des contrées celtiques d'Outre-Mer », Annales de Bretagne, no 1, 63, 1956, p. 3-17.
- « La péninsule de Corran. Comté de Mayo (Irlande) », Société géologique et minéralogique de Bretagne, 1957.
- « Quelques points de géographie des bourgs bas-bretons », Norois, no 26, 1960, p. 181-186.
- « La deuxième "révolution agricole" du Finistère », Études Rurales, no 8, 1963, p. 5-55.
- « Europe atlantique et Arc atlantique, Norois, no 157, 1993, p. 35-43.
- Atlas géographique du Nord et de la Picardie, Flammarion, Paris, 1980.
- « L'Europe atlantique », Dossiers des Images Économiques du Monde, no 6-7, C.D.U. et SEDES, Paris, 1984.
- La région de l'Ouest, Presses Universitaires de France, Paris, 1964.
- Douaroniez Breiz. Herez Breiz, an douar hag an dud, Ar Skol Vrezhoneg, Brest, 1995 (mouladur kentan, 1985), 160 p.
- La Bretagne, Presses Universitaires de France, Paris, 1986, 183 p.
- « Les limites du pays de Redon », Mémoires de la Société d'Histoire et d'Archéologie de Bretagne, tome LXIII, 1986, p. 113-120.
- « Typologie morphologique des habitats de marins-pêcheurs en Bretagne », Mémoires de la Société d'Histoire et d'Archéologie de Bretagne, tome LXIV, 1987, p. 287-294.